# Parapheromia falsata
Parapheromia falsata är en fjärilsart som beskrevs av Mcdunnough 1920. Parapheromia falsata ingår i släktet Parapheromia och familjen mätare. Inga underarter finns listade i Catalogue of Life.